# Струнный квартет № 8 (Шостакович)
Струнный квартет № 8 До минор, соч. 110 — струнный квартет Дмитрия Шостаковича.

## Предыстория
Был написан композитором во время его работы над партитурой к фильму «Пять дней, пять ночей», во время его пребывания в Дрездене. Квартет является единственным произведением композитора, написанным им за рубежом.

Квартет возник довольно быстро, всего за три дня — с 12 по 14 июля 1960 года. Официально композитор посвятил его памяти жертв фашизма и войны, однако из письма Шостаковича своему другу Исааку Гликману следует, что произведение получилось эпитафией: 
Дорогой Исаак Давидович….Я вернулся из поездки в Дрезден. Меня там хорошо устроили для создания творческой обстановки… Как я ни пытался выполнить вчерне задания по кинофильму, пока не смог. А вместо этого написал никому не нужный и идейно порочный квартет. Я размышлял о том, что если я когда-нибудь помру, то вряд ли кто напишет произведение, посвященное моей памяти. Поэтому я сам решил написать таковое. Можно было бы на обложке так и написать: «Посвящается памяти автора этого квартета». Основная тема квартета — ноты D.Es.C.H, то есть мои инициалы (Д. Ш.). В квартете использованы темы моих сочинений и революционная песня «Замучен тяжелой неволей». Мои темы следующие: из 1-й симфонии, из 8-й симфонии, из Трио, из виолончельного концерта, из Леди Макбет, намеками использованы Вагнер (траурный марш из «Гибели богов») и Чайковский (2-я тема 1-й части 6-й симфонии). Да: забыл ещё мою 10-ю симфонию… 

Псевдотрагедийность этого квартета такова, что, сочиняя его, я вылил столько слез, сколько выливается мочи после полдюжины пива. Приехавши домой, два раза пытался его сыграть, и опять лил слезы. Но тут уже не только по поводу его псевдотрагедийности, но и по поводу удивления прекрасной цельностью формы. Но, впрочем, тут, возможно, играет роль некоторое самовосхищение, которое, возможно, скоро пройдет и наступит похмелье критического отношения к самому себе…

По согласованию с автором квартет был в 1967 г. переложен Рудольфом Баршаем для камерного оркестра (Камерная симфония, соч. 110а).

## Исполнение квартета
Премьера квартета состоялась 2 октября 1960 года в Ленинграде и вызвала колоссальный резонанс среди музыкантов и слушателей, сравнимый с тем, что наблюдалось после премьеры Третьего квартета в 1946 году. Квартет был исполнен, как и прежние квартеты, квартетом им. Бетховена.

## Строение квартета
Квартет длится около двадцати минут и состоит из пяти частей:
- 1. Largo
- 2. Allegro molto
- 3. Allegretto
- 4. Largo
- 5. Largo